# Любохини
Любо́хини — село в Україні, у Дубечненській сільській громаді Ковельського району Волинської області. Населення становить 2036 осіб. До 2020 року орган місцевого самоврядування — Любохинівська сільська рада.
У серпні 2011 р. у селі почалося будівництво нової школи. Відкриття школи відбулося 15.01.2020 року. Стара була розрахована на 198 учнівських місць. У 2010—2011 році у діючій школі навчалося 263 дітей, а в 2011—2012 очікується — 290.

## Історія
У 1906 році село Крименської волості Володимир-Волинського повіту Волинської губернії. Відстань від повітового міста 85 верст, від волості 5. Дворів 425, мешканців 2568.

## Населення
Згідно з переписом УРСР 1989 року чисельність наявного населення села становила 2184 особи, з яких 1081 чоловік та 1103 жінки.
За переписом населення України 2001 року в селі мешкало 2026 осіб.

### Мова
Розподіл населення за рідною мовою за даними перепису 2001 року:
| Мова       | Відсоток |
| ---------- | -------- |
| українська | 99,85 %  |
| російська  | 0,15 %   |